# Symphaedra thyelia
Symphaedra thyelia är en fjärilsart som beskrevs av Fabricius 1793. Symphaedra thyelia ingår i släktet Symphaedra och familjen praktfjärilar. Inga underarter finns listade i Catalogue of Life.